# 王曉勳
王曉勳（1966年1月19日—），聖名洗者若翰，天主教興安府宗座監牧區主教，獲教廷和北京雙方承認。
生於西安市鄠邑區元馬店村，自幼信奉天主教，1985年入讀陝西省天主教神哲學院至1992年畢業，同年晉鐸。2005年獲任命為安康天主教總堂主任司鐸。2010年10月13日當選為安康教區助理主教，當選前已獲教廷任命。2016年11月30日就職。 2022年8月28日起繼承宗座監牧。